# Alan Riou
Alan Riou (Lannion, França, 2 de abril de 1997) é um ciclista profissional francês. Desde 2019 corre para a equipa profissional francês Arkéa Samsic de categoria UCI WorldTeam.

## Palmarés
- 2018
  - 1 etapa do Tour de l'Avenir

- 2021
  - Clássica de Loire-Atlantique

## Resultados em Grandes Voltas
| Corrida | Corrida         | 2019 | 2020 | 2021 | 2022 | 2023  |
| ------- | --------------- | ---- | ---- | ---- | ---- | ----- |
|         | Giro d'Italia   | —    | —    | —    | ―    | 116.º |
|         | Tour de France  | —    | —    | ―    | —    | —     |
|         | Volta a Espanha | —    | ―    | ―    | ―    | —     |

—: não participa

Ab.: abandono

## Equipas
- Fortuneo-Oscaro (stagiaire) (08.2017-12.2017)
- Arkéa Samsic (2019-)